# Èudic
Èudic (en llatí Eudicus, en grec antic Εὔδικος) fou un militar i governant de Tessàlia, probablement membre de la família dels aleuades i com tota la família seguidor fidel de Filip II de Macedònia.
L'any 344 aC va ajudar a Filip a dividir Tessàlia en quatre tetrarquies, i ell mateix va ser nomenat tetrarca al front d'una d'elles. Demòstenes el va estigmatitzar com a traïdor a la seva pàtria. Aquesta divisió va permetre a Filip dominar completament tot el país.